# Чемпіонат світу із шахів серед юніорів
Чемпіонат світу з шахів серед юніорів — турнір, який проводиться під егідою ФІДЕ серед учасників до 20 років. Перший турнір був проведений у 1951 році з ініціативи Вільяма Рітсона-Морі. До 1973 року турнір проводився один раз на два роки, після 1973 року — кожен рік. З 1983 року окремо проводиться змагання серед жінок.

## Переможці

### Чоловіки

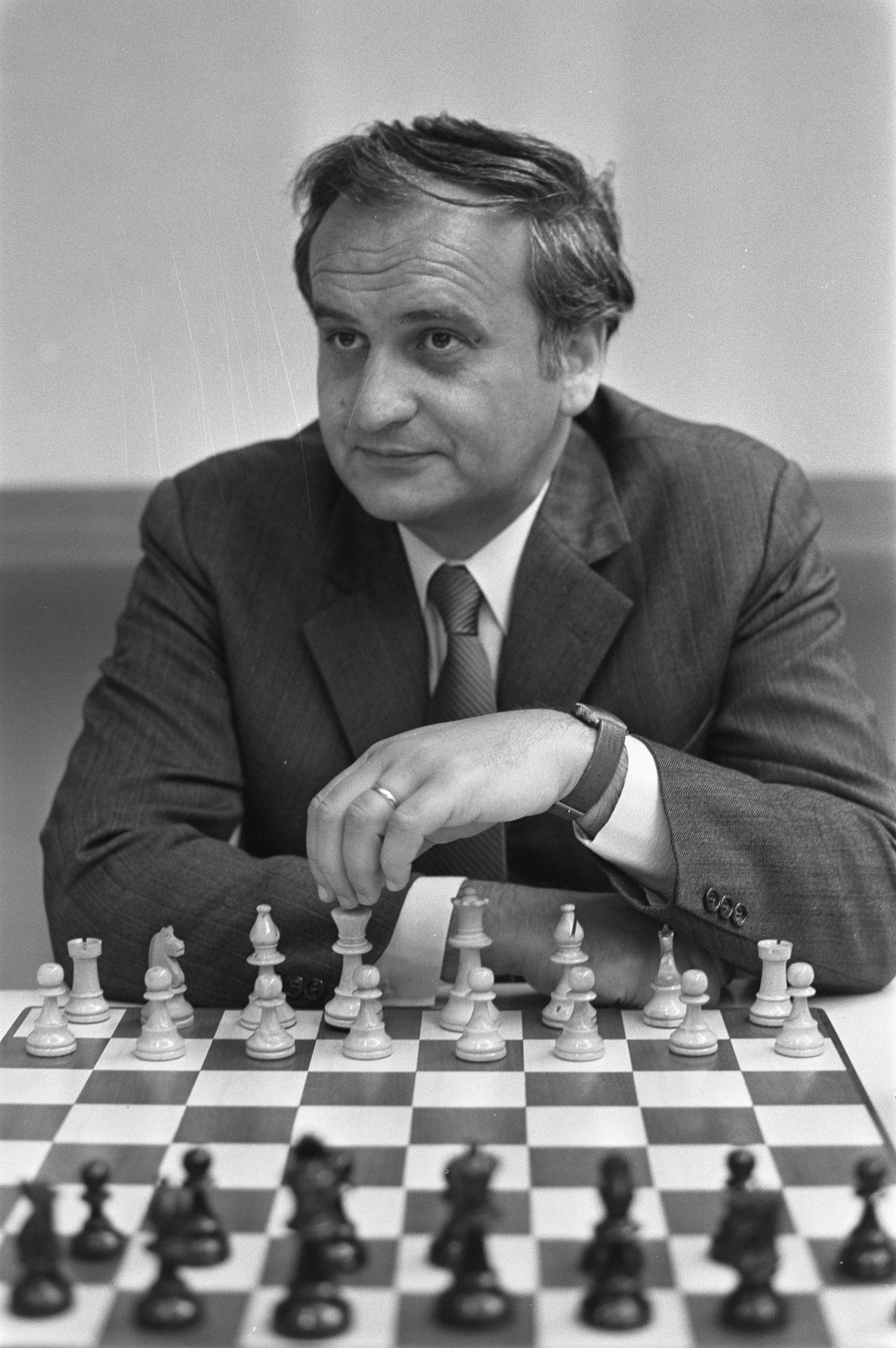
Борислав Івков — перший чемпіон світу серед юніорів

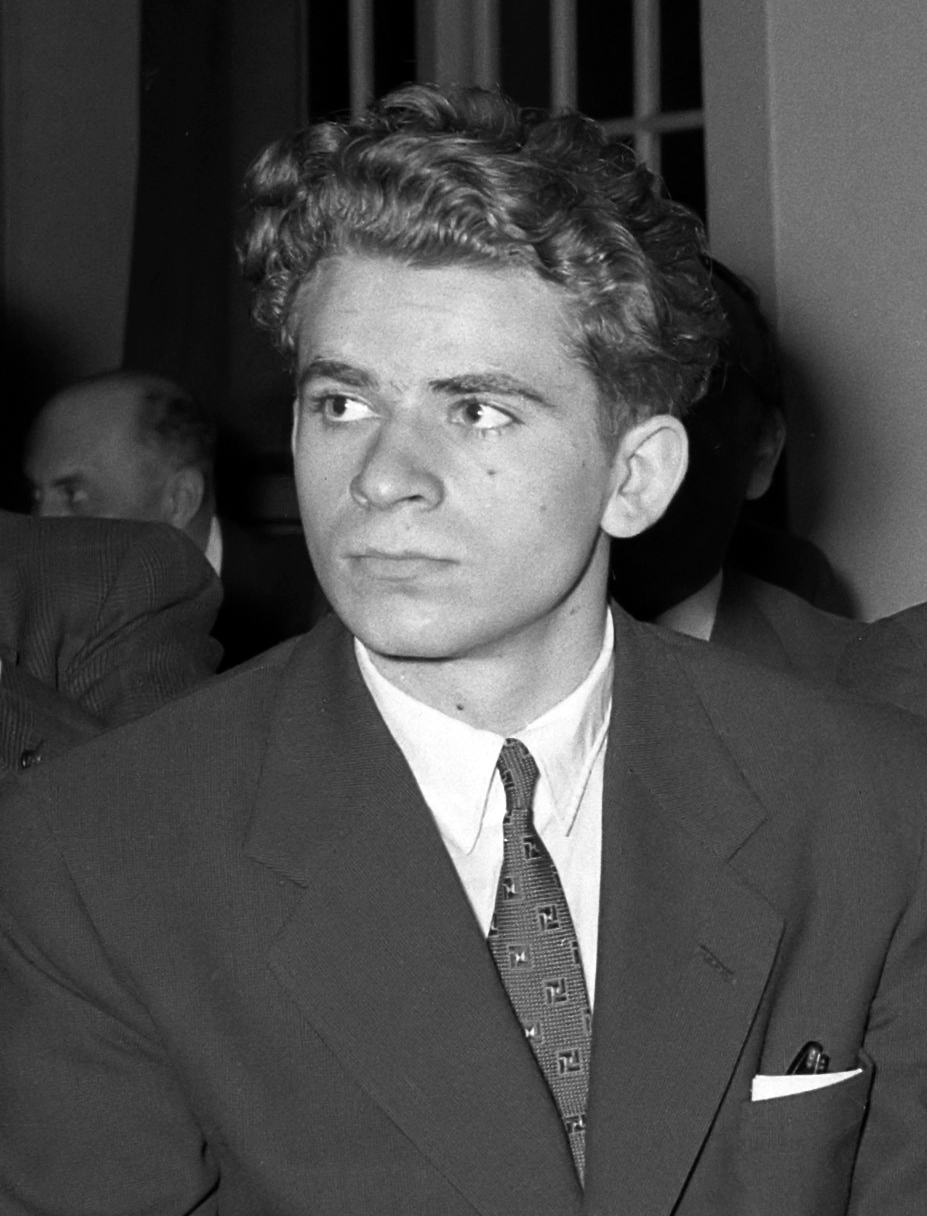
Борис Спаський — перший чемпіон світу серед юніорів, який став офіційним чемпіоном світу з шахів

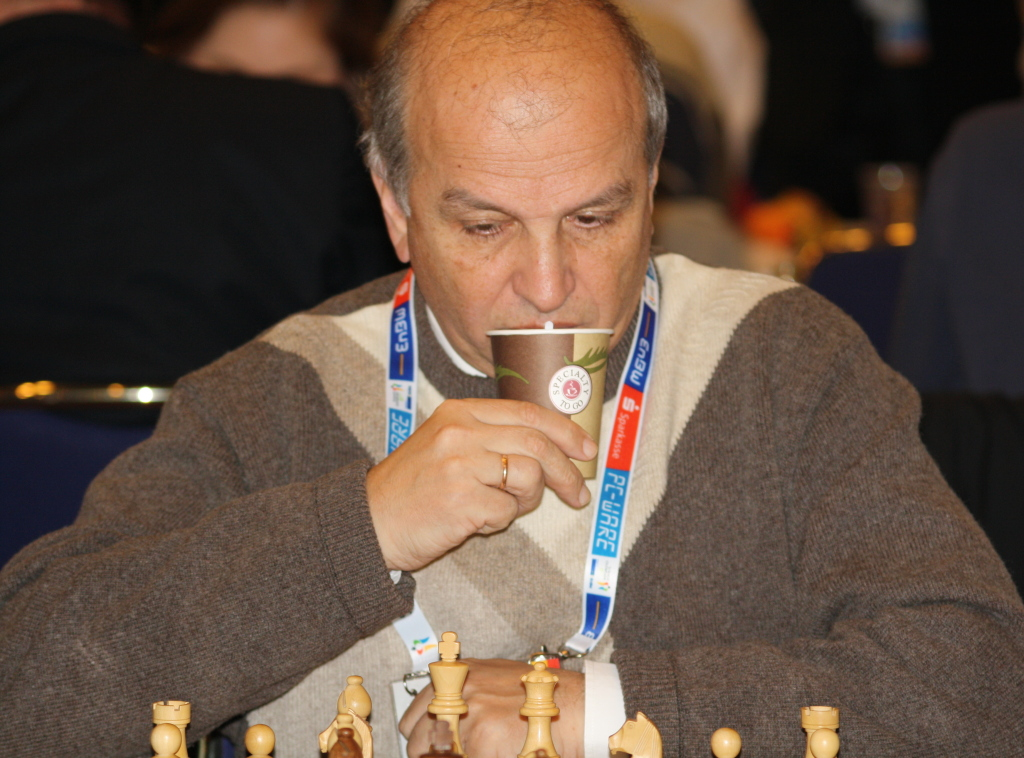
Олександр Бєлявський — перший радянський український чемпіон світу серед юніорів

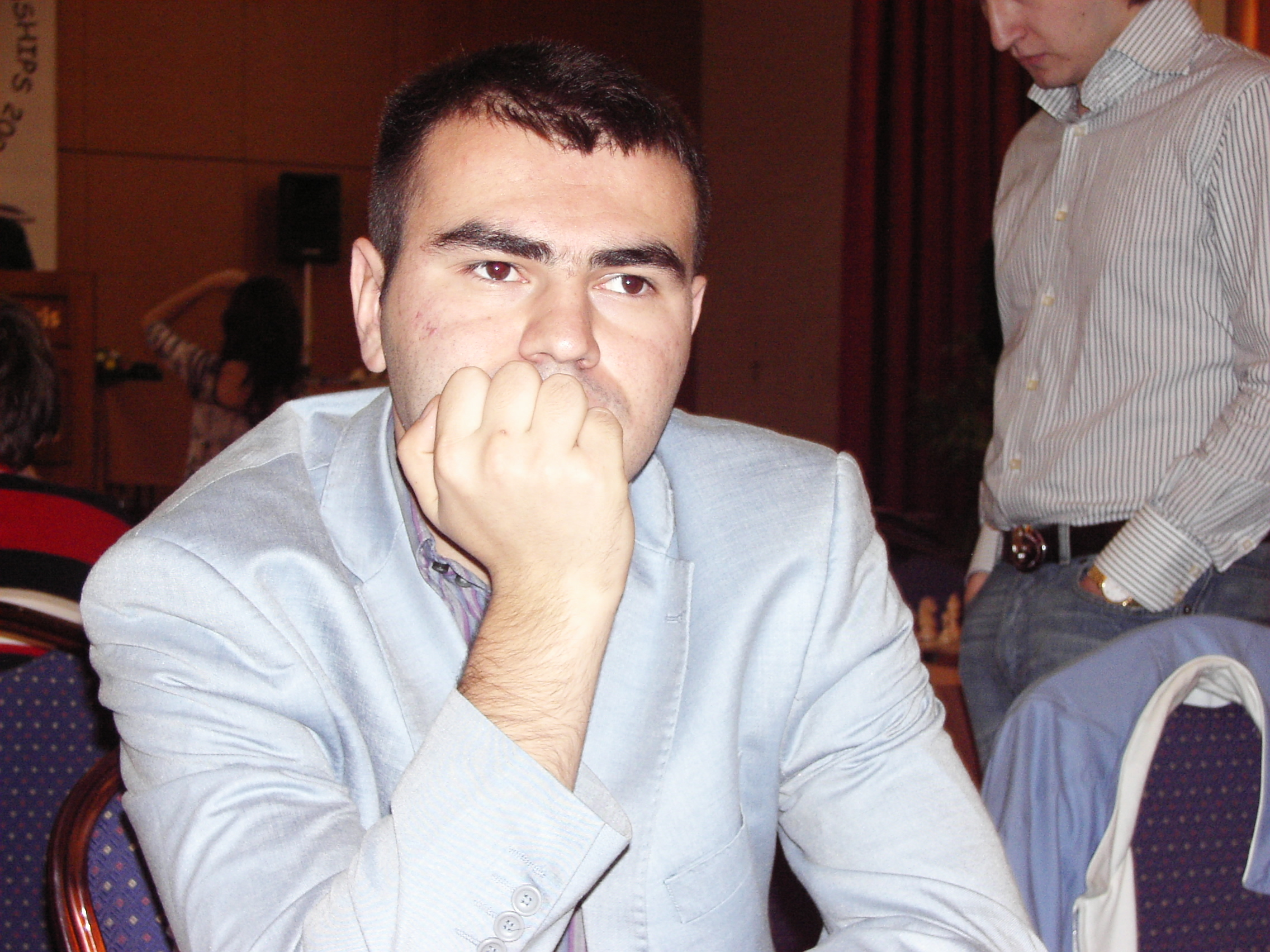
Шахріяр Мамед'яров — перший дворазовий чемпіон світу серед юніорів

1951 — Борислав Івков ( СФРЮ)

1953 — Оскар Панно ( Аргентина)

1955 — Борис Спаський ( СРСР)

1957 — Вільям Ломбарді ( США)

1959 — Карлос Беліцький ( Аргентина)

1961 — Бруно Парма ( СФРЮ)

1963 — Флорін Георгіу ( Румунія)

1965 — Боян Кураїця ( СФРЮ)

1967 — Хуліо Каплан ( Коста-Рика)

1969 — Анатолій Карпов ( СРСР)

1971 — Хуг Вернер ( Швейцарія)

1973 — Олександр Бєлявський ( СРСР)

1974 — Ентоні Майлс ( Англія)

1975 — Валерій Чехов ( СРСР)

1976 — Марк Дізен ( США)

1977 — Артур Юсупов ( СРСР)

1978 — Сергій Долматов ( СРСР)

1979 — Ясер Сейраван ( США)

1980 — Гаррі Каспаров ( СРСР)

1981 — Огнєн Цвітан ( СФРЮ)

1982 — Андрій Соколов ( СРСР)

1983 — Кирил Георгієв ( Болгарія)

1984 — Курт Хансен ( Данія)

1985 — Максим Длугі ( США)

1986 — Вальтер Аренсібія ( Куба)

1987 — Вішванатан Ананд ( Індія)

1988 — Жоель Лотьє ( Франція)

1988 — Васіл Спасов ( Болгарія)

1990 — Ілья Гуревич ( США)

1991 — Володимир Акопян ( СРСР)

1992 — Пабло Сарнікі ( Аргентина)

1993 — Ігор Миладинович ( Югославія)

1994 — Хельгі Гретарсон ( Ісландія)

1995 — Роман Слободян ( Німеччина)

1996 — Еміль Сутовський ( Ізраїль)

1997 — Таль Шакед ( США)

1998 — Дармен Садвакасов ( Казахстан)

1999 — Олександр Галкін ( Росія)

2000 — Лазаро Брузон ( Куба)

2001 — Петер Ач ( Угорщина)

2002 — Левон Аронян ( Вірменія)

2003 — Шахріяр Мамед'яров ( Азербайджан)

2004 — Пентала Харікрішна ( Індія)

2005 — Шахріяр Мамед'яров ( Азербайджан)

2006 — Завен Андріасян ( Вірменія)

2007 — Ахмед Адлі ( Єгипет)

2008 — Абхіджит Гупта ( Індія)

2009 — Максим Ваш'є-Лаграв ( Франція)

2010 — Дмитро Андрєйкін ( Росія)

2011 — Даріуш Свєрч ( Польща)

2012 — Олександр Іпатов ( Туреччина)

2013 — Юй Ян'ї ( КНР)

2014 — Лу Шанлей ( КНР)

2015 — Михайло Антипов ( Росія)

2016 — Джеффрі Сюн ( США)

2017 — Арьян Тарі ( Норвегія)

2018 — Пархам Магсудлу ( Іран)

2019 — Євген Штембуляк ( Україна)

2022 — Абдулла Гадімбейлі ( Азербайджан)

2023 — Марк-Андріа Мауріцці ( Італія)

2024 — Казибек Ногербек ( Казахстан)

2025 — Пранав Венкатеш ( Індія)

### Жінки

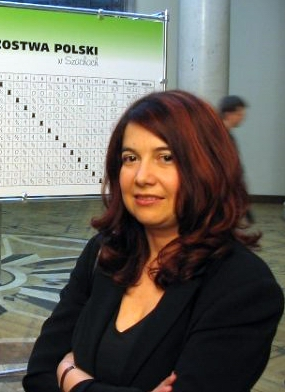
Агнєшка Брустман — перша чемпіонка світу серед юніорів

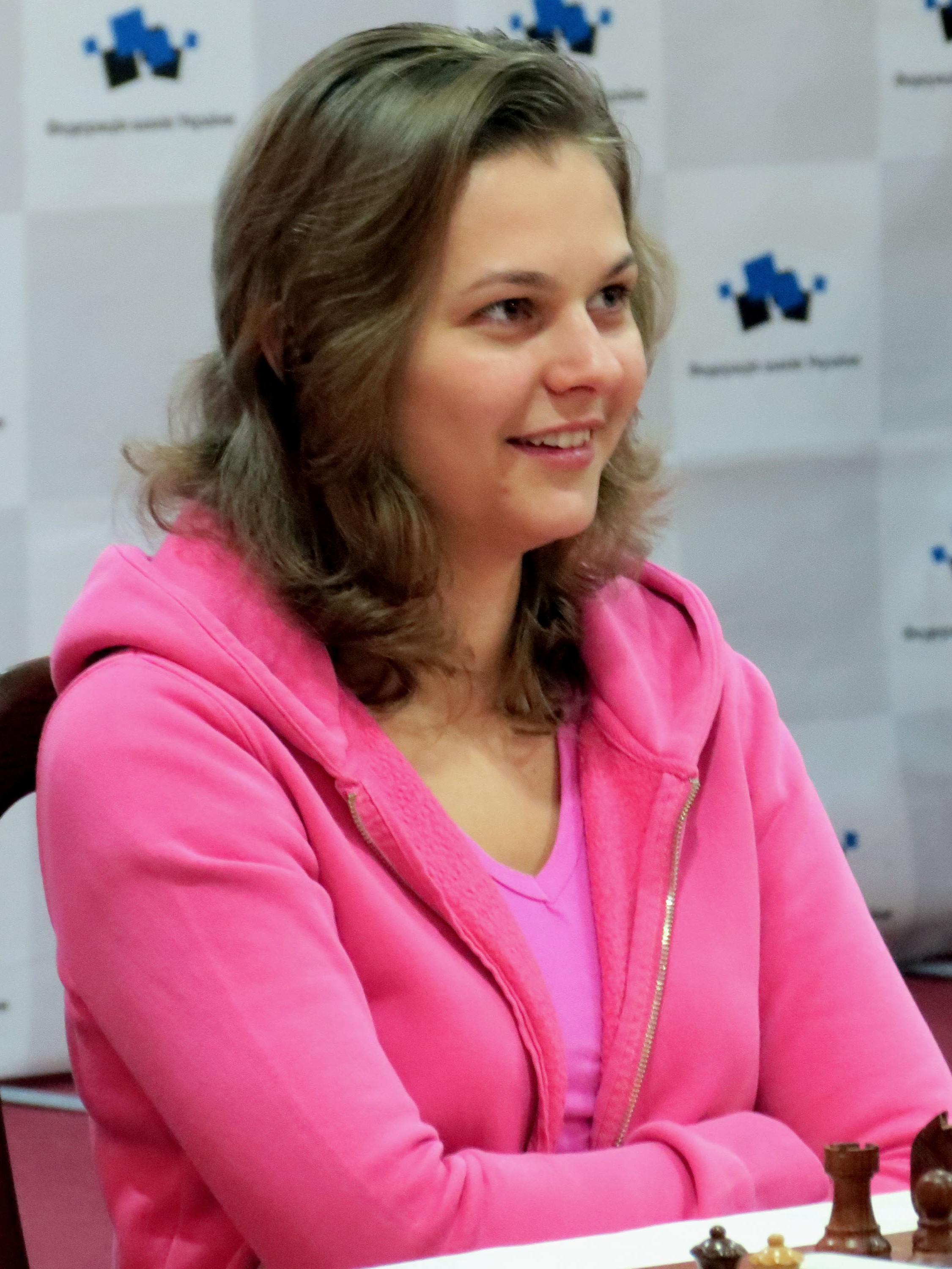
Анна Музичук — чемпіонка світу серед юніорів, яка виступає за Україну на міжнародних змаганнях

1982 — Агнєшка Брустман ( Польща)

1983 — Флюра Хасанова ( СРСР)

1985 — Кетеван Арахамія ( СРСР)

1986 — Ільдіко Мадл ( Угорщина)

1987 — Каміла Багінскайте ( СРСР)

1988 — Аліса Галлямова ( СРСР)

1989 — Кетеван Кахіані ( СРСР)

1990 — Кетеван Кахіані ( СРСР)

1991 — Наташа Бойковіч ( Югославія)

1992 — Крістіна Дабровська ( Польща)

1993 — Ніно Хурцидзе ( Грузія)

1994 — Чжу Чень ( КНР)

1995 — Ніно Хурцидзе ( Грузія)

1996 — Чжу Чень ( КНР)

1997 — Гарієт Гант ( Англія)

1998 — Хоанг Тхань Чанг ( В'єтнам)

1999 — Марія Коувацу ( Греція)

2000 — Сюй Юаньюань ( КНР)

2001 — Гампі Конеру ( Індія)

2002 — Чжао Сюе ( КНР)

2003 — Нана Дзагнідзе ( Грузія)

2004 — Катерина Корбут ( Росія)

2005 — Елізабет Петц ( Німеччина)

2006 — Шень Ян ( КНР)

2007 — Віра Небольсіна ( Росія)

2008 — Харіка Дронаваллі ( Індія)

2009 — Сойміа Свамінатан ( Індія)

2010 — Анна Музичук ( Словенія)

2011 — Дейсі Корі ( Перу)

2012 — Ґо Ці ( КНР)

2013 — Олександра Горячкіна ( Росія)

2014 — Олександра Горячкіна ( Росія)

2015 — Наталія Букса ( Україна)

2016 — Дінара Садуакасова ( Казахстан)

2017 — Жансая Абдумалік ( Казахстан)

2018 — Олександра Мальцевська ( Росія)

2019 — Поліна Шувалова ( Росія)

2022 — Говхар Бейдуллаєва ( Азербайджан)

2023 — Кандела Франциско ( Аргентина)

2024 — Дів'я Дешмух ( Індія)

2025 — Анна Шухман ( ФІДЕ)

## Див.також
- Юнацький чемпіонат світу із шахів
- Юнацький чемпіонат Європи із шахів